# (74477) 1999 CY66
1999 سي واي 66 (ويعرف أيضًا باسم (74477) 1999 سي واي 66 وفق تسمية الكوكب الصغير) (بالإنجليزية: 1999 CY66)‏ هو كويكب ضمن حزام الكويكبات؛ وترتيبه 74477 من حيث الاكتشاف.
اكتُشف هذا الجُرم الفلكي بواسطة بحث لنكولن عن الكويكبات القريبة من الأرض في 12 فبراير 1999.

## وصلات خارجية
- (74477) 1999 CY66 في قاعدة بيانات مختبر الدفع النفاث لأجرام النظام الشمسي الصغيرة

- الاكتشاف · مخطط المدار ·  العناصر المدارية · المعلمات المادية

- (74477) 1999 CY66 على موقع ويكي سكاي: DSS2, SDSS, GALEX, IRAS, Hydrogen α, X-Ray, Astrophoto, Sky Map, Articles and images